# پل قلعه جوق
پل قلعه جوق مربوط به دوره قاجار است و در ارومیه، بخش باراندوز چای واقع شده و این اثر در تاریخ ۲۵ اسفند ۱۳۷۹ با شمارهٔ ثبت ۳۴۷۶ به‌عنوان یکی از آثار ملی ایران به ثبت رسیده‌است.